# Tadeusz Marszał
Tadeusz Marszał (ur. 12 lutego 1952) – polski geograf i ekonomista, profesor, specjalista w zakresie geografii społeczno-ekonomicznej i gospodarki przestrzennej.
Syn Mariana (1924-2002) i Zofii (ur. 1927) z domu Sznej. W 1973 zawarł związek małżeński z Elżbietą, z domu Czyżewską; ma cztery córki: Annę (ur. 1974), Katarzynę (ur. 1979), Małgorzatę (ur. 1983) i Magdalenę (ur. 1986). Absolwent IV liceum Ogólnokształcącego im. E. Sczanieckiej w Łodzi.
W 1974 uzyskał magisterium w zakresie ekonomii (specjalizacja ekonomika handlu zagranicznego) na Wydziale Ekonomiczno-Socjologicznym Uniwersytetu Łódzkiego. Następnie odbył studia doktoranckie na Wydziale Biologii i Nauk o Ziemi UŁ, których uwieńczeniem była w 1982 obrona rozprawy doktorskiej pt. Zmiany w strukturze przestrzennej włókiennictwa na świecie w latach sześćdziesiątych – siedemdziesiątych (promotor: prof. Ludwik Straszewicz). W 1990 został doktorem habilitowanym na podstawie rozprawy pt. Konsumpcja jako czynnik kształtujący strukturę przestrzenną przemysłu włókienniczo-odzieżowego. Tytuł profesorski uzyskał w 2002.
Od 1974 zawodowo związany z Uniwersytetem Łódzkim, w którym pełnił funkcje prodziekana Wydziału Biologii i Nauk o Ziemi (1990-1993), prodziekana (2001-2002) i dziekana (2008-2016) Wydziału Nauk Geograficznych. Twórca i kierownik utworzonego w 1991 Zakładu (od 2002 Katedry) Zagospodarowania Środowiska i Polityki Przestrzennej, a od 2016 dyrektor Instytutu Zagospodarowania Środowiska i Polityki Przestrzennej. Od 1995 r. kieruje Ośrodkiem Badawczym Europejskiej Polityki Przestrzennej i Rozwoju Lokalnego w Uniwersytecie Łódzkim.
Zainteresowania badawcze Tadeusza Marszała koncentrują się wokół problematyki polityki przestrzennej, zagospodarowania przestrzennego i rozwoju lokalnego (małe miasta), procesów metropolizacji, lokalizacji działalności gospodarczej, struktur przestrzennych mniejszości narodowych (w tym emigracji polskiej) oraz dziedzictwa kulturowego i historii regionalnej. Jest autorem ponad dwustu opracowań naukowych publikowanych m.in. we Francji, Hiszpanii, Belgii, USA, Holandii, Indiach, Norwegii, Niemczech, Izraelu i na Ukrainie. Członek (od 1993) Komitetu Przestrzennego Zagospodarowania Kraju przy prezydium PAN (w latach 2003–2011 przewodniczący Zespołu ds. Obszarów Miejskich i Metropolitalnych, 2011-2019 członek prezydium KPZK PAN), Komitetu Nauk Geograficznych (2012-2016) oraz zespołów eksperckich i komisji przy urzędzie m. Łodzi i województwa łódzkiego, m.in. miejskiej i wojewódzkiej komisji urbanistyczno-planistycznej/architektonicznej oraz komisji ds. strategii rozwoju województwa i Łódzkiego Obszaru Metropolitalnego.
Tadeusz Marszał pełnił funkcje w międzynarodowych organizacjach naukowych – był sekretarzem Międzynarodowej Stałej Grupy Roboczej Geografii Włókiennictwa (1981-1993), członkiem Rady Reprezentantów (1990-2011) i wiceprezydentem (1994-1996) zrzeszającego ponad sto europejskich uczelni ‘Association of European Schools of Planning’ i organizatorem VII Kongresu tej organizacji w Łodzi (1993). Stypendysta rządu francuskiego (Universite Jean Moulin Lyon III, 1981) oraz Uniwersytetu w Oxfordzie (1990), profesor wizytujący Uniwersytetu w Poitiers we Francji (1995/1996). Uczestniczył w pracach zagranicznych zespołów badawczych (koordynowanych przez uniwersytety w Poitiers i Lille). Pełnił funkcję koordynatora międzynarodowego programu TEMPUS (kształcenie kadr dla potrzeb administracji lokalnej i regionalnej, 1995-1997).
Sekretarz redakcji (1986-1990) i redaktor (1990-1993) rocznika Problems in Textile Geography. Twórca i redaktor (od 1993) międzynarodowego czasopisma European Spatial Research and Policy oraz czasopism regionalnych Biuletyn Szadkowski (od 2001) i Biuletyn Uniejowski (2012-2013). Promotor kilkunastu rozpraw doktorskich i współtwórca (wraz z prof. Tadeusza Markowskim) kierunku studiów z zakresu gospodarki przestrzennej na Wydziale Nauk Geograficznych Uniwersytetu Łódzkiego.Studia te prowadzone są wspólnie przez wydziały Nauk Geograficznych i Zarządzania UŁ, ale wybrane zajęcia prowadzą także praktycy (aktywni zawodowo, bądź emerytowani) pracownicy administracji, różnych zawodów. Od 2007 na kierunku ‘gospodarka przestrzenna’ prowadzony jest nabór zarówno na studia licencjackie, jak i magisterskie. W 2019 na studiach magisterskich został uruchomiony nowy kierunek studiów planowanie i organizacja przestrzeni.
Tadeusz Marszał odznaczony został m.in. Srebrnym (1995) i Złotym (2005) Krzyżem Zasługi, odznaczeniem „Za zasługi dla miasta Łodzi” (2003) oraz Medalem Komisji Edukacji Narodowej (2006).
Jego hobby to regionalistyka i genealogia
Wybrane publikacje prof. dr hab. Tadeusza Marszała
- Beaulieu – osada górnicza i skupisko Polonii, Przegląd Polonijny no.4, 1986, s. 5–26
- The Role of Distance between Textile Manufacturing and Consumption: Advantages of Juxtaposition, Problems in Textile Geography no.2.1988, s.5-24Konsumpcja jako czynnik kształtujący strukturę przestrzenną przemysłu włókienniczo-odzieżowego, Łódź 1990
- Szadek. Monografia miasta, Szadek 1995
- Integration Processes and Foreign Investments in Central Europe: A Regional Perspective,, [w:] M.Chatterji (ed.), Regional Science: Perspectives for the future, New York 1997, s. 272–288
- Environmental and Spatial Aspects of Urban Development in the Łódź Agglomeration, [w:] R.B.Singh (ed.) Urban Sustainability in the Context of Global Change, New Delhi 2001, s. 119–133
- Atlas of Polish Emigration in France, Łódź 2001
- Polska geografia przemysłu i budownictwa w XX w. – sylwetki, Łódź-Warszawa-Kraków 2001
- Some remarks on entrepreneurship in Poland. Experiences of small and medium enterprises in the last decade, [w:] T. Marszał (ed.), Spatial aspects of entrepreneurship, Studia Regionalia vol.13, Warsaw 2003, s. 37–50
- Policy recommendations and implementation of local agenda 21 – the example of Lodz (Poland), [w:] E.Feitelson, Advancing susainability at the sub-national level. The potential and limitations of planning., Jerusalem 2004, p. 115-126
- Funkcje obszaru metropolitalnego Łodzi, [w:] K. Bald, T. Markowski (red.), Obszar metropolitalny Łodzi – wyzwania i problemy, Biuletyn KPZK z. 215, Warszawa 2005, s. 48–72
- Metropolie, obszary metropolitalne, metropolizacja, KPZK PAN, Warszawa 2006, 25 s.; wersja ukraińska: Metropoii, metropoliijny prostori, metropolizacja. Osnowni ponijatia ta problemy (tłum z jęz. pol.), Lviv 2014 (współautor Tadeusz Markowski)
- Metropolitan processes in European space – from the perspective of Central and East Europe, Regional Symbiosis vol. 16, 2008, Kanpur (India), s. 1–10
- Szadkowski słownik biograficzny – średniowiecze i renesans, Łódź 2012
- Some remarks on cooperation of cities and cohesion of multipolar metropolitan areas in Poland [in:] T. Marszał, I. Pielesiak (eds), Spatial inequality and cohesion, Studia Regionalia vol. 38, Warsaw 2013, s. 22–31
- Łódź Metropolitan Area: Delimitation, planning and development, Geographia Polonica vol. 90, issue 3, 2017, s. 281–300
- Mniejszość niemiecka w Polsce Środkowej – geneza, rozmieszczenie i struktura (od końca XVIII w. do II wojny światowej), Łódź 2020